# Cousines
Cousines es una película del año 2003.

## Sinopsis
Driss va a pasar un mes de vacaciones a Argel. Ve a sus padres, su hermano, sus primas y el país de su niñez que ha cambiado bastante desde su partida. Conoce a Nedjma, una prima lejana un poco tímida y reservada. Driss despertará en ella las ganas de independencia y de libertad. Pero está prometida a Amrane, el primo de Driss.